# Pimlico (London)
Pimlico ist ein Stadtteil des Stadtbezirks City of Westminster von London.

## Lage

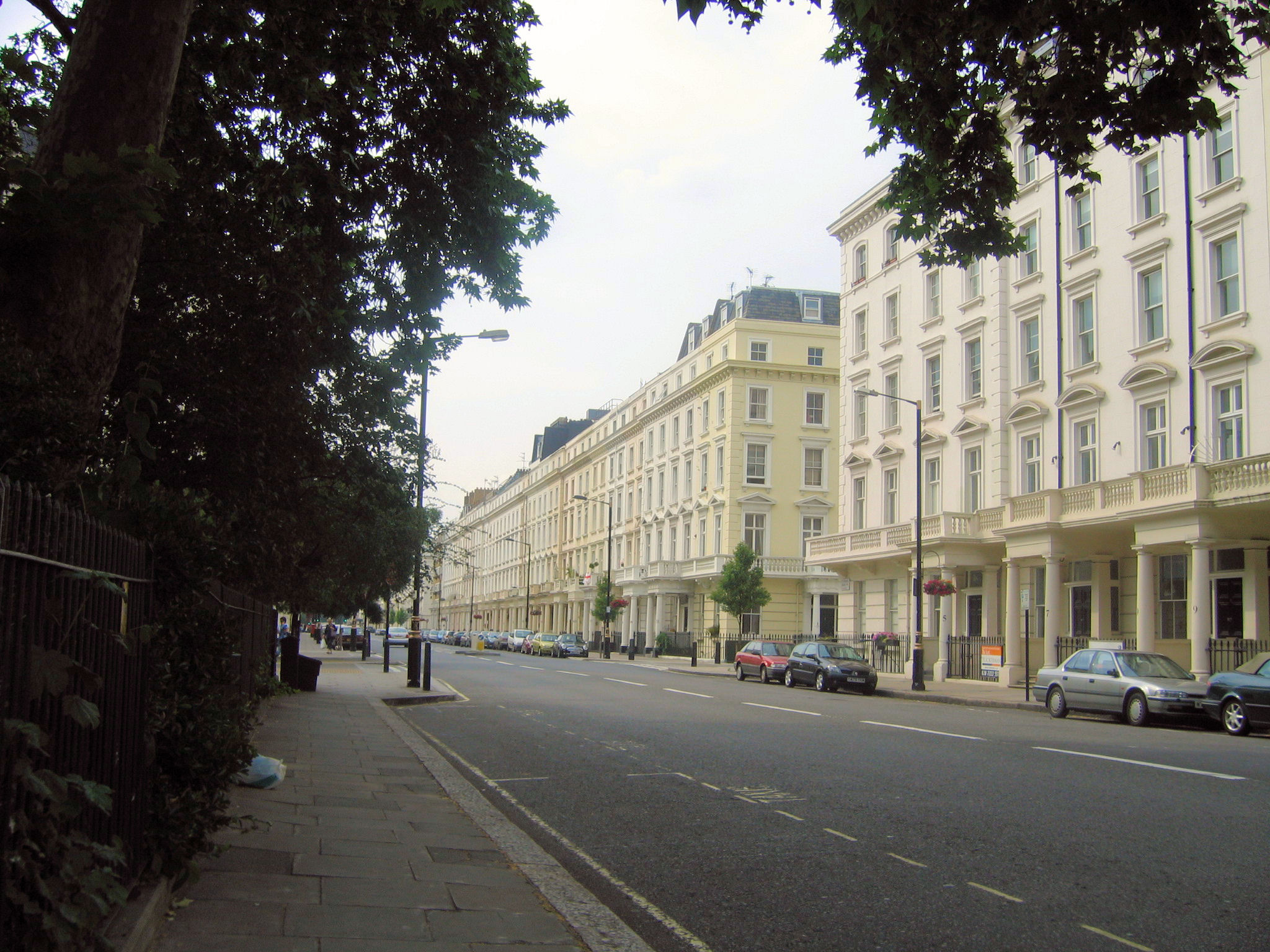
Belgrave Road in Pimlico

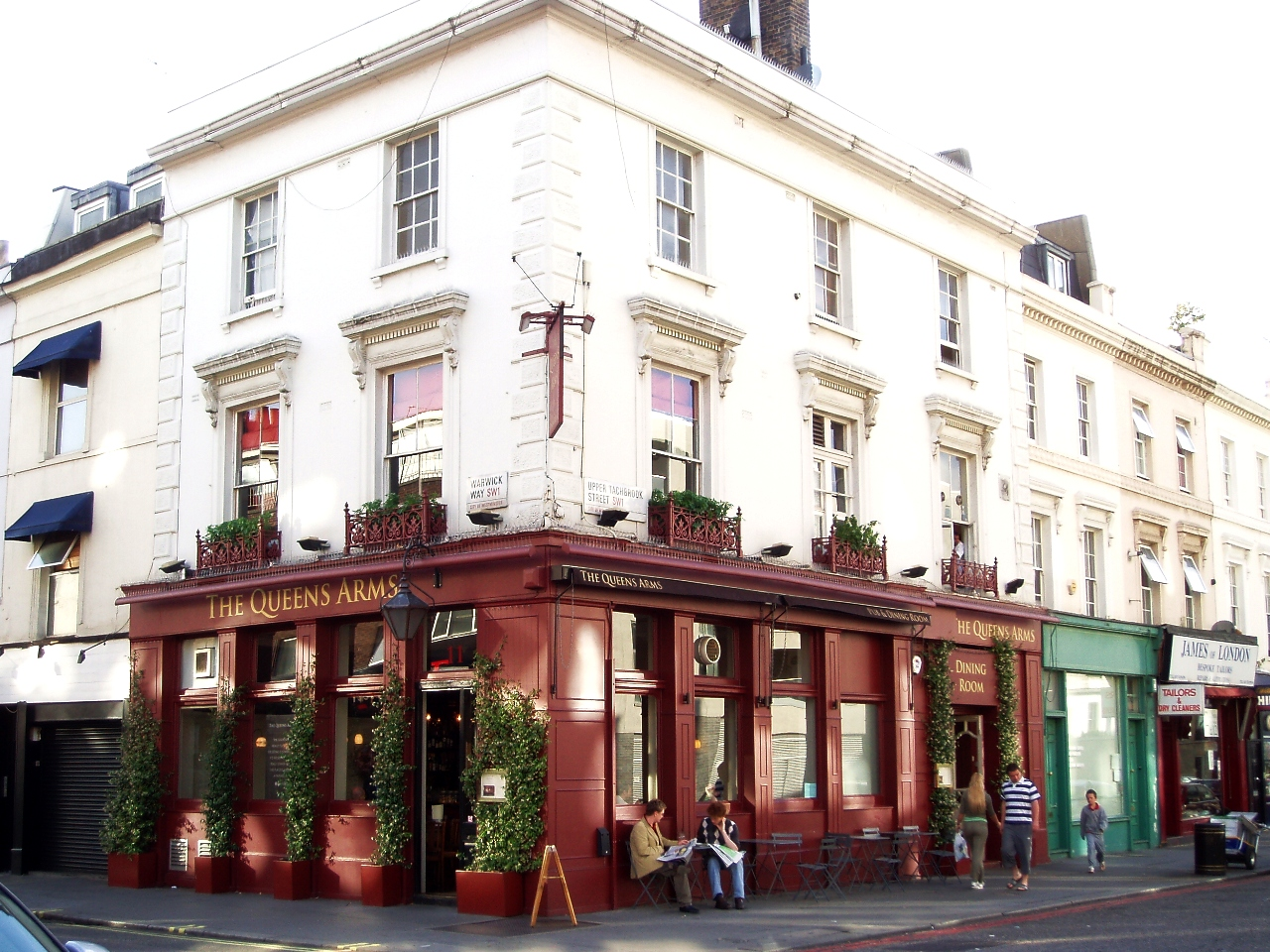
Das Queens Arms – Pubkultur in Pimlico

Der Stadtteil Pimlico wird im Norden von dem Bahnhof Victoria Station und im Süden von der Themse begrenzt. Im Osten trennt Pimlico die Vauxhall Bridge Road vom benachbarten Stadtteil Westminster, im Westen der frühere Grosvenor Canal.

## Historisches
Im 16. und 17. Jahrhundert wurde das hier gelegene Gut Ebury aufgeteilt und von der Krone an Bedienstete und Günstlinge vergeben. 1626 erwarb König James I. die Freigabe von Ebury. Das Land wechselte in der Folgezeit mehrmals, ehe es 1666 in die Hände der Erbin Mary Davies gelangte. Die Zwölfjährige besaß neben dem heutigen Pimlico auch Ländereien in Belgravia, Mayfair und Knightsbridge und vermählte sich mit Sir Thomas Grosvenor. Die Grosvenors gelangten durch umsichtiges Wirtschaften zu enormem Reichtum. Im späten 17. und frühen 18. Jahrhundert entwickelte sich Pimlico dank seiner öffentlichen Gärten zu einem Naherholungsgebiet für die Londoner. Benannt wurde Pimlico nach Ben Pimlico, der bekannt für sein nussbraunes Ale war. Obwohl Ben Pimlico seine Teegärten nahe Hoxton hatte, wurde der Weg dahin Pimlico Path genannt. Dank der Popularität des Ausflugsziels in Hoxton entstand für diesen Stadtteil der Name Pimlico.
Ab 1825 wurde Thomas Cubitt von Lord Grosvenor mit der Bebauung von Pimlico beauftragt. In den 1930er Jahren war Pimlico einer weiteren Welle der Bebauung ausgesetzt. Es entstand der Dolphin Square, ein Wohngebiet mit Appartements, das wegen seiner Nähe zum Houses of Parliament bei Parlamentsabgeordneten und Beamten beliebt war. Während des Zweiten Weltkrieges lebte in Dolphin Square Charles de Gaulle, dessen Exilregierung Freies Frankreich in Pimlico ihr Hauptquartier besaß.
1949 war der Stadtteil Schauplatz der Ealing-StudiosEaling-Komödie Blockade in London (Passport to Pimlico), einem Klassiker des britischen Films. 1972 wurde die einzige in diesem Stadtteil gelegene U-Bahn-Station Pimlico als Teil der Victoria Line eröffnet.

## Bemerkenswerte Gebäude

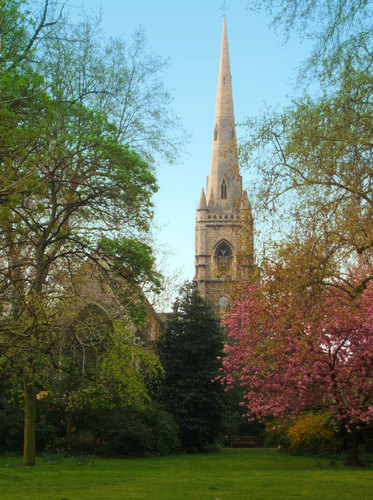
St. Gabriels Church in Pimlico

- Dolphin Square ist ein Block von Privatappartements, die zwischen 1935 und 1937 entstanden. Es galt zur Zeit seiner Entstehung als größter zusammenhängender Appartementblock in Europa. Es ist Wohnsitz zahlreicher Abgeordneter.
- Churchill Gardens ist ein großer Grundbesitz im südwestlichen Pimlico. Er entstand zwischen 1946 und 1962 nach einem Entwurf der Architekten Powell und Moya an der Stelle von Docks, Industriebauten und einiger Cubitt-Terrassen, die durch deutsches Bombardement während des Zweiten Weltkriegs zerstört wurden.
- In Pimlico befinden sich zahlreiche sehenswerte anglikanische Kirchen, von denen die sehenswerteste St. Gabriels Church ist. Die lokale katholische Kirche Holy Apostles wurde während des Krieges zerstört und 1957 wiederaufgebaut. Der Hauptsitz der Katholischen Bischofskonferenz von England und Wales befindet sich am Eccleston Square.
- Das berühmte Kunstmuseum Tate Britain, früher als Tate Gallery bekannt, befindet sich zwar in Millbank, liegt jedoch nur wenige Gehminuten von der U-Bahn-Station Pimlico entfernt und zählt zu den Wahrzeichen von Pimlico.

## Persönlichkeiten mit Beziehungen zu Pimlico
- Winston Churchill (1874–1965), Politiker und Premier, lebte in 33 Eccleston Square und Morpeth Terrace
- William Morris 'Billy' Hughes (1862–1952), 7. Premier Australiens – wurde in 7 Moreton Place geboren
- Major Walter Clopton Wingfield (1833–1912), Vater des Rasentennis – lebte in 33 St George's Square
- Laura Ashley (1925–1985), Designer – 83 Cambridge Street
- Steve Hackett (* 1950), Gitarrist von Genesis
- Michael Howard (* 1941), Chef der Conservative Party
- James Lennox Kerr, Autor
- Oswald Mosley (1896–1980), Chef der British Union of Fascists – Dolphin Square
- Brooke Norton-Cuffy (* 2004), Fußballspieler
- Laurence Olivier (1907–1989), Schauspieler – 22 Lupus Street
- Bram Stoker (1847–1912), Autor von Dracula – starb in 26 St George's Square[1]
- Gianluca Vialli (1964–2023), italienischer Fußballer und Fußballtrainer
- The Small Faces, 60er Jahre Band – 22 Westmoreland Terrace